# Ryanair

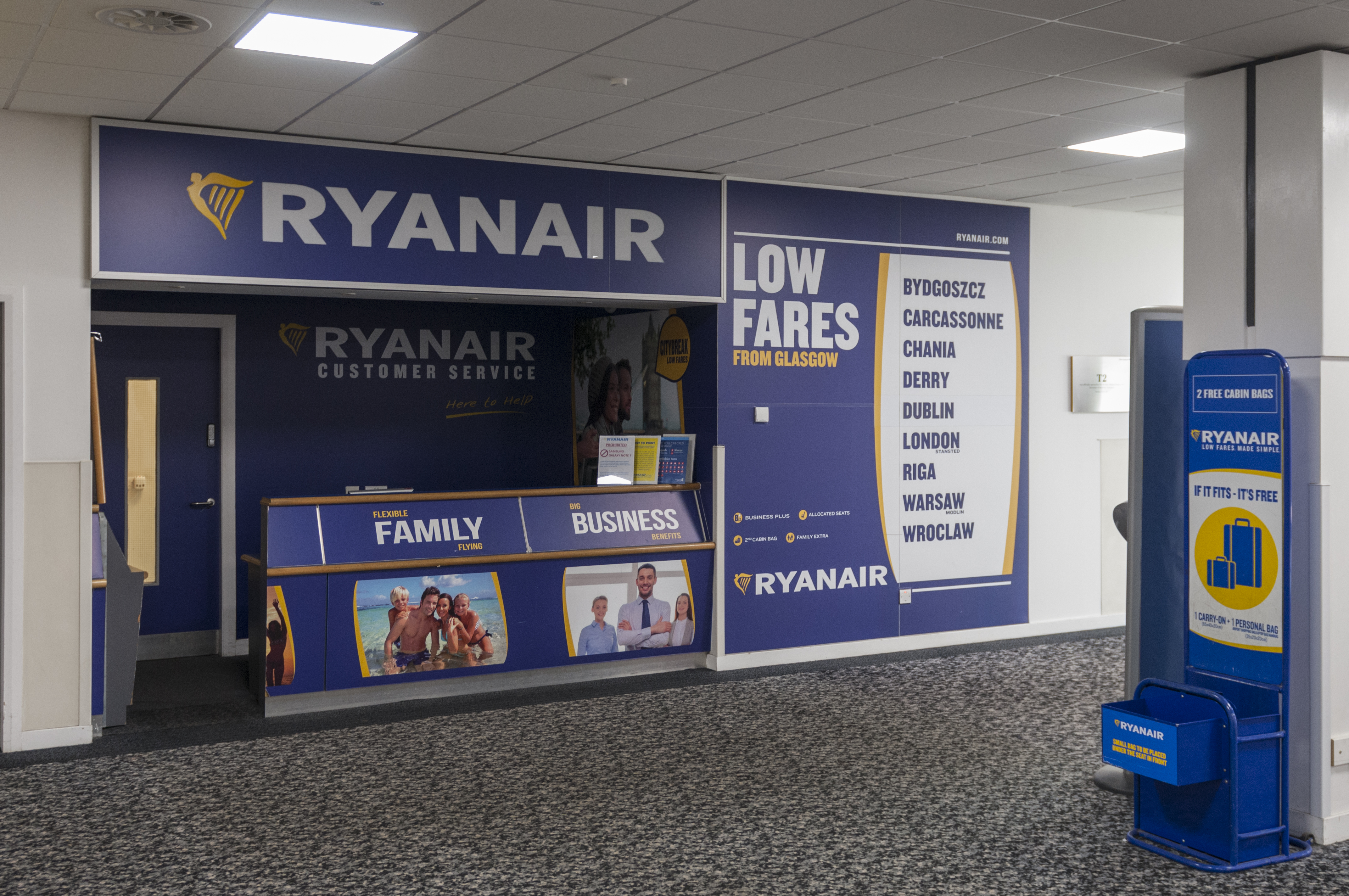
Офис Ryanair в аэропорту Глазго

Ryanair — ирландская сверхбюджетная авиакомпания, основанная в 1984 году. Её штаб-квартира находится в Дублине, Ирландия, а основные операционные базы — в аэропортах Дублина и Лондона Станстед. Она составляет самую большую часть семейства авиакомпаний Ryanair Holdings и имеет дочерние авиакомпании Ryanair UK, Buzz, Lauda Europe и Malta Air. Это крупнейшая авиакомпания Ирландии, а в 2016 году она стала крупнейшей авиакомпанией в мире по количеству регулярных международных пассажиров. Главный офис находится в Сордсе, графство Дублин. Основана в 1984 году ирландским миллионером Тони Райаном (1936—2007), Крисом Райаном и Лиамом Лонерганом (владельцем туристического агентства). В 1985 году компания летала по единственному маршруту Уотерфорд — аэропорт Гатвик (Лондон) на бразильском 15-местном Embraer Bandeirante.

## Флот

### Нынешний флот
По состоянию на март 2022 года средний возраст флота составляет 9 лет.
| Модель самолёта    | Эксплуатируется | Заказано | Конфигурация | Примечания                                                  |
| ------------------ | --------------- | -------- | ------------ | ----------------------------------------------------------- |
| Boeing 737-700     | 1               | 0        | 60           | Тренировочный самолёт Ryanair                               |
| Boeing 737-800     | 411             | 0        | 189          | Крупнейший оператор Boeing 737-800 в Европе                 |
| Boeing 737 MAX 200 | 146             | 64       | 197          | Эксплуатируются в Malta Air и Buzz                          |
| Airbus A320-200    | 27              | 0        | 180          | Эксплуатируются Lauda Europe                                |
| Boeing 737 MAX 10  | 0               | 300      | 228          | Поставки с 2027 по 2033 год (150 твердый заказ, 150 опцион) |

Boeing 737-800 в ливрее Ryanair

На 30 июня 2024 флот насчитывает 594 единицы.

## Деятельность
Райанэйр обслуживает свыше 1600 направлений между 230 аэропортами в более 40 странах (Европа, Средний Восток и Южная Африка), совершая более 2500 рейсов в сутки. Основными аэропортами-хабами для авиакомпании являются аэропорт Дублина и лондонский Станстед. Наиболее загруженным и прибыльным рейсом авиакомпании является маршрут Лондон — Дублин.
Компания предоставляет клиентам сокращённый набор услуг. Аэропорты, используемые Ryanair, как правило, находятся на значительном расстоянии от городов, обслуживаемых ими (например, аэропорт Франкфурт-Хан отдален от Франкфурта на 140 км). Всё это позволяет поддерживать стоимость билетов на минимальном уровне и постоянно снижать её. В годовом отчёте компании за 2019 год указывалось, что благодаря росту флота и количества направлений полётов средняя стоимость билета снизилась до 37 евро, и компания позволила пассажирам сэкономить 310 млн евро. Дополнительные доходы в этом последнем доковидном году достигли 2,436 млрд евро при доходах от продажи билетов в размере 5,261 млрд.
На территории постсоветского пространства компания совершает рейсы в Киев, Харьков, Одессу, Львов, Ригу, Вильнюс, Каунас, Палангу и Таллин. Для россиян также могут представлять интерес рейсы из Тампере и Лаппеэнранты. Для жителей Калининградской области удобны аэропорты Вильнюса, Каунаса, Паланги, Варшавы, Гданьска, Быдгоща, Риги и Познани, находящиеся в непосредственной близости от российского полуэксклава. Для жителей Беларуси интерес представляют аэропорты Вильнюса, Каунаса, Варшавы, Люблина, Львова и Киева.
В 2005—2006 финансовом году, завершившемся 31 марта, Ryanair перевезла 35 млн пассажиров. Выручка за этот период составила 1,7 млрд евро, чистая прибыль — 302 млн евро.
За 2011 год было перевезено 75 814 551 пассажиров.
За 2016 год было перевезено 106,8 млн пассажиров. Ryanair вышла на первое место по пассажирообороту в Европе, обогнав Lufthansa.
В мае 2017 года авиакомпания Ryanair заключила код-шеринговое соглашение с испанской авиакомпанией Air Europa для продажи билетов на межконтинентальные рейсы.
В 2019 году Ryanair перевезла 142 млн пассажиров и увеличила свой пассажирооборот на 9 %, став крупнейшей авиакомпанией Европы.

## Финансовые показатели
С 2005 года по 2019 год выручка компании выросла с 1,3 млрд до 7,697 млрд евро. Чистая прибыль компании с 2005 года была нестабильна: то повышалась — то сокращалась, 2009 год компания и вовсе сработала с убытком в 269,8 млн евро. В целом рост чистой прибыли с 2005 года был значительный: с 79 млн до 126,7 млн евро в 2015 году.
В 2017—2019 годах чистая прибыль компании после уплаты налогов составила соответственно 1,316 млрд евро, 1,45 млрд и 885 млн евро при размере активов 11,99 млрд, 12,362 и 13,251 млрд евро.

## Руководство
Председателем совета директоров до 2019 года был Дэвид Бондермен, ставший инвестором компании в августе 1996 года, когда она оперировала 12 самолётами и перевозила 3 млн пассажиров, имея штат 600 человек. «Под руководством Дэвида компания за 24 года приобрела флот свыше 450 самолётов, перевозит 3 млн пассажиров в неделю и обеспечивает работу для 16,800 высокопрофессиональных сотрудников, отмечал в благодарственном слове председателю совета Майкл О’Лири. — С его именем связан заказ первых 25 лайнеров Boeing 737-800s и все последующие заказы. Его мудрое руководство и понимание рынка помогли создать крупнейшую в мире авиакомпанию. Мы все в долгу перед ним и искренне благодарны за работу и поддержку в течение этих лет». Бондермен — гражданин США, он основатель и председатель совета глобального фонда альтернативных вложений TPG, оперирующего активами в размере более $105 млрд. Он также занимает должности в советах таких публичных компаний, как Allogene Therapeutics, Inc.; China International Capital Corporation Limited; TPG Pace Holdings Corp. Он также работает в правлениях The Wilderness Society, the Grand Canyon Trust; the American Himalayan Foundation; the Rock and Roll Hall of Fame Foundation, Inc.
Генеральный директор Майкл О’Лири работает в компании с 1988 года как директор, с 1994 года занимает пост её генерального директора. Он продлил контракт на 5 лет в 2019 году и остался на должности генерального директора группы компаний до 2024 года.

## Внутренняя политика
Летом 2022 года профсоюзы бортпроводников призвали сотрудников выходить на стачки, пока не будет поднята заработная плата и улучшены условия труда. Итальянская забастовка, начатая 8 августа 2022 года завершилась 7 января 2023 года.

## Судебные дела
В мае 2014 года Латвия в лице аэропорта «Рига» проиграло в Лондонском арбитражном суде иск против Ryanair, за что ему пришлось выплатить авиакомпании 802 тысячи евро. Латвии не удалось доказать, что заключенный по инициативе министра сообщения Айнара Шлесерса в 2004 году договор между авиакомпанией и аэропортом, предусматривавший скидки на услуги аэропорта и аэронавигации при достижении порога в 500 тыс. пассажиров в год, был невыгодным. Суд удовлетворил практически все требования Ryanair и отклонил встречный иск аэропорта на 2 млн евро о неоплаченных счетах за услуги аэронавигации, которые по договору были включены в стоимость услуг.
В 2021 году Ryanair и крупнейшая группа аэропортов Великобритании объявили о начале судебного процесса против непрозрачности работы правительства в системе перелётов «светофор».

## Происшествия
В 2011 году Ryanair занимал 34-е место в списке самых надёжных авиаперевозчиков мира по версии бюро JACDEC. С момента её основания у компании ни разу не было аварий, повлекших за собой человеческие жертвы. Вместе с тем, в 2012 году отмечалось увеличение числа аварийных посадок, связанных с недостатком топлива на борту.
Среди серьёзных происшествий следует отметить:

#### Инцидент с Boeing 737-800 над Римом
10 ноября 2008 года самолёт Boeing 737-800 с бортовым номером EI-DYG при выполнении рейса Франкфурт — Рим совершил аварийную посадку в Риме из-за столкновения с птицами.

#### Инцидент с посадкой Boeing 737-800 в Минске
23 мая 2021 года при выполнении рейса Афины — Вильнюс самолёт Boeing 737-800 авиакомпании Ryanair с бортовым номером SP-RSM совершил посадку в аэропорту Минска из-за сообщения о бомбе в сопровождении истребителя МиГ-29. После посадки были арестованы Роман Протасевич, бывший главный редактор телеграм-канала NEXTA, признанного в Беларуси экстремистским, и его спутница Софья Сапега.

#### Вынужденная посадка Boeing 737-800 в Берлине
31 мая 2021 года самолёт Ryanair, следовавший из Дублина в Краков, совершил вынужденную посадку в Берлине. Экипаж запросил вынужденную посадку из-за сообщения о минировании самолёта. На борту находилось 160 человек.

## Галерея

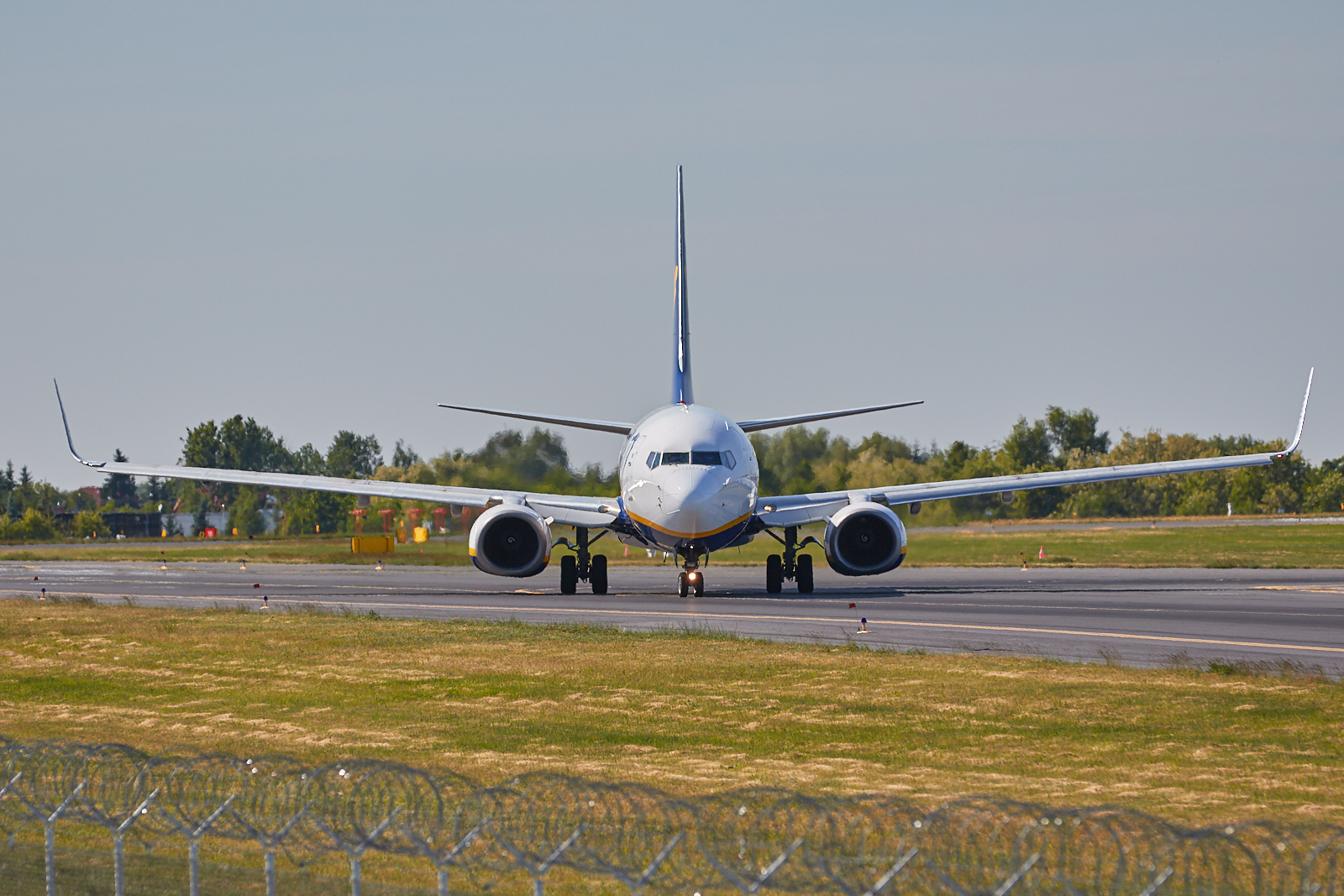
Boeing 737-800 EI-DWK EPPO
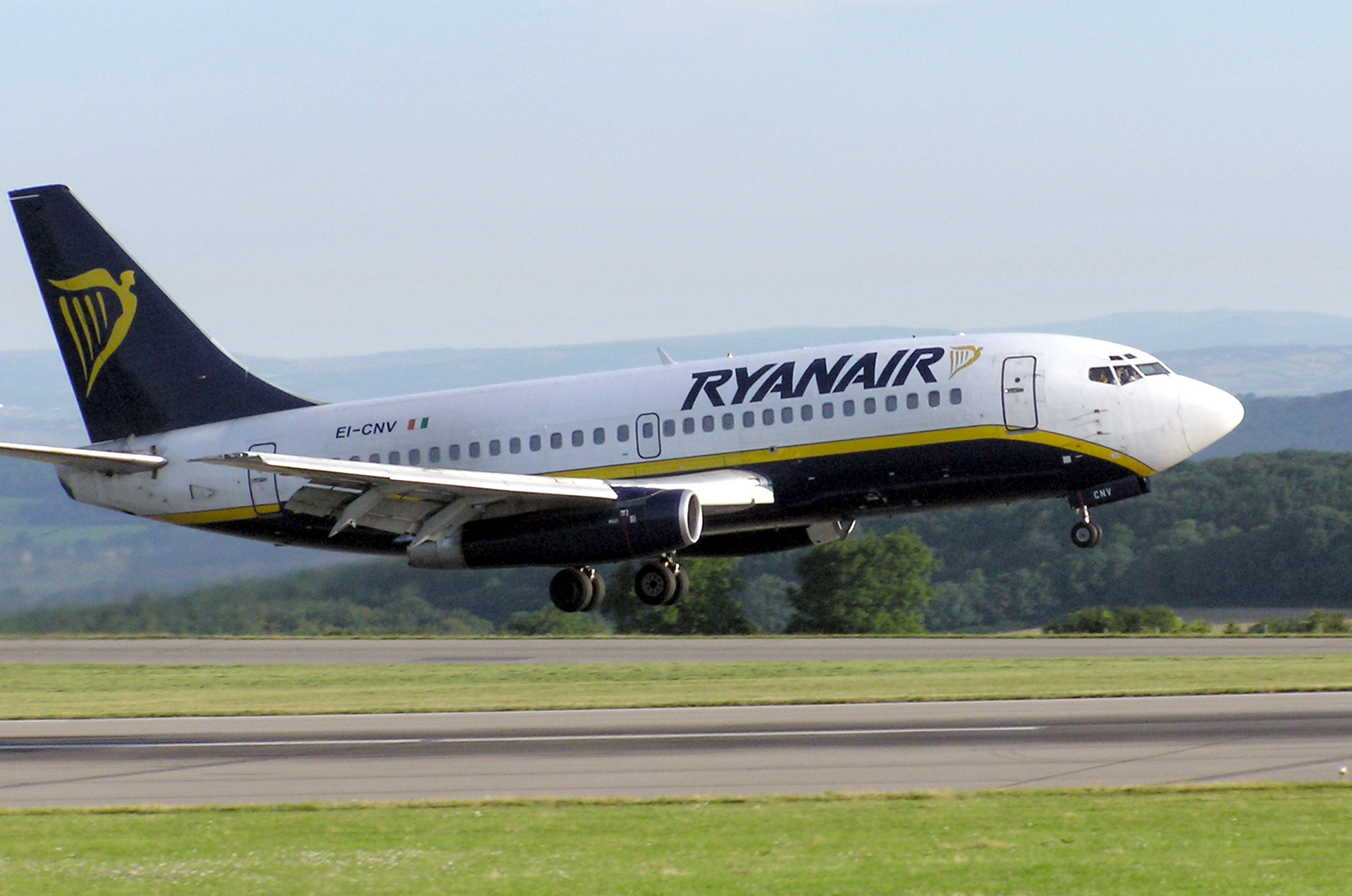
Boeing 737-200
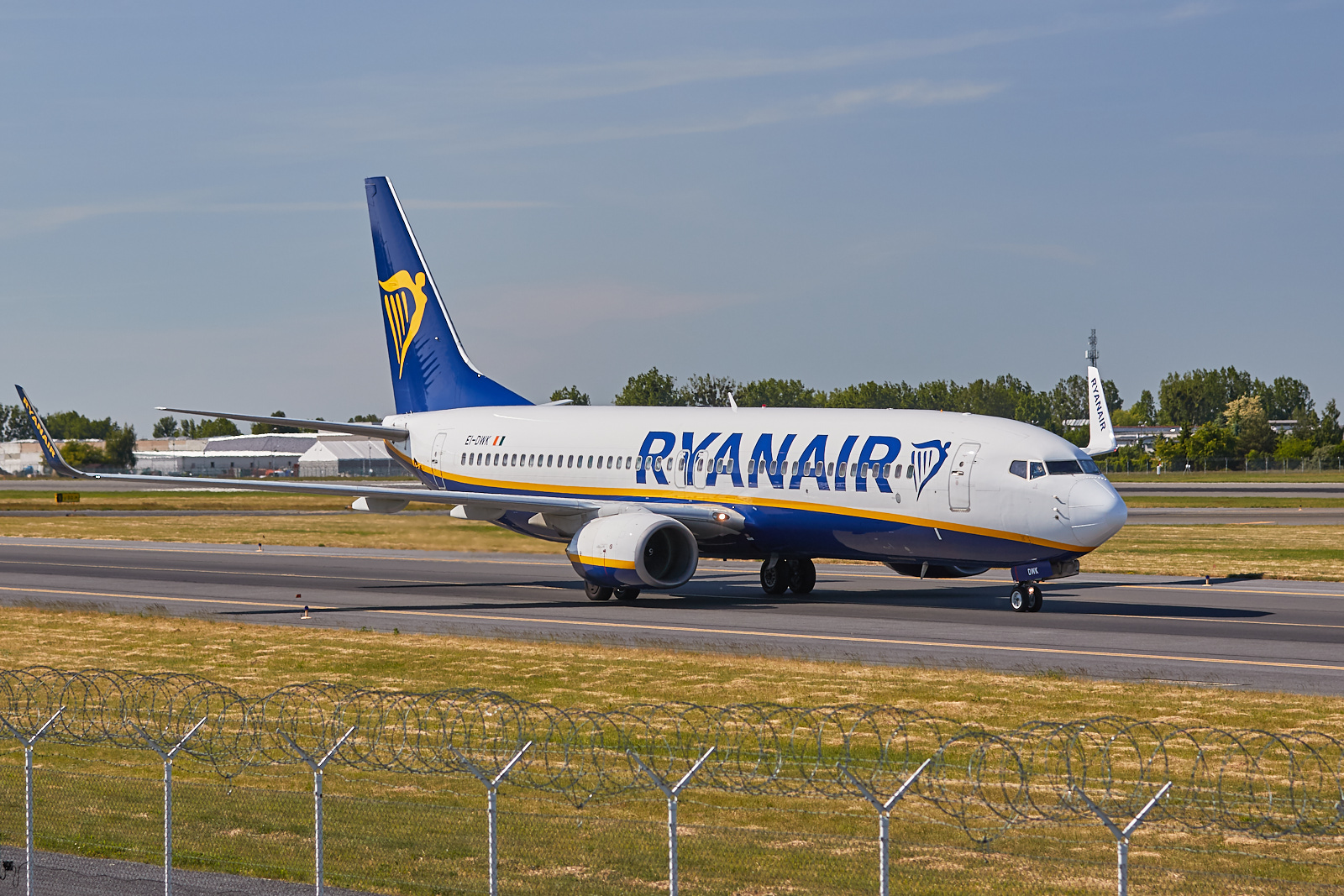
Boeing 737-800 EI-DWK EPPO
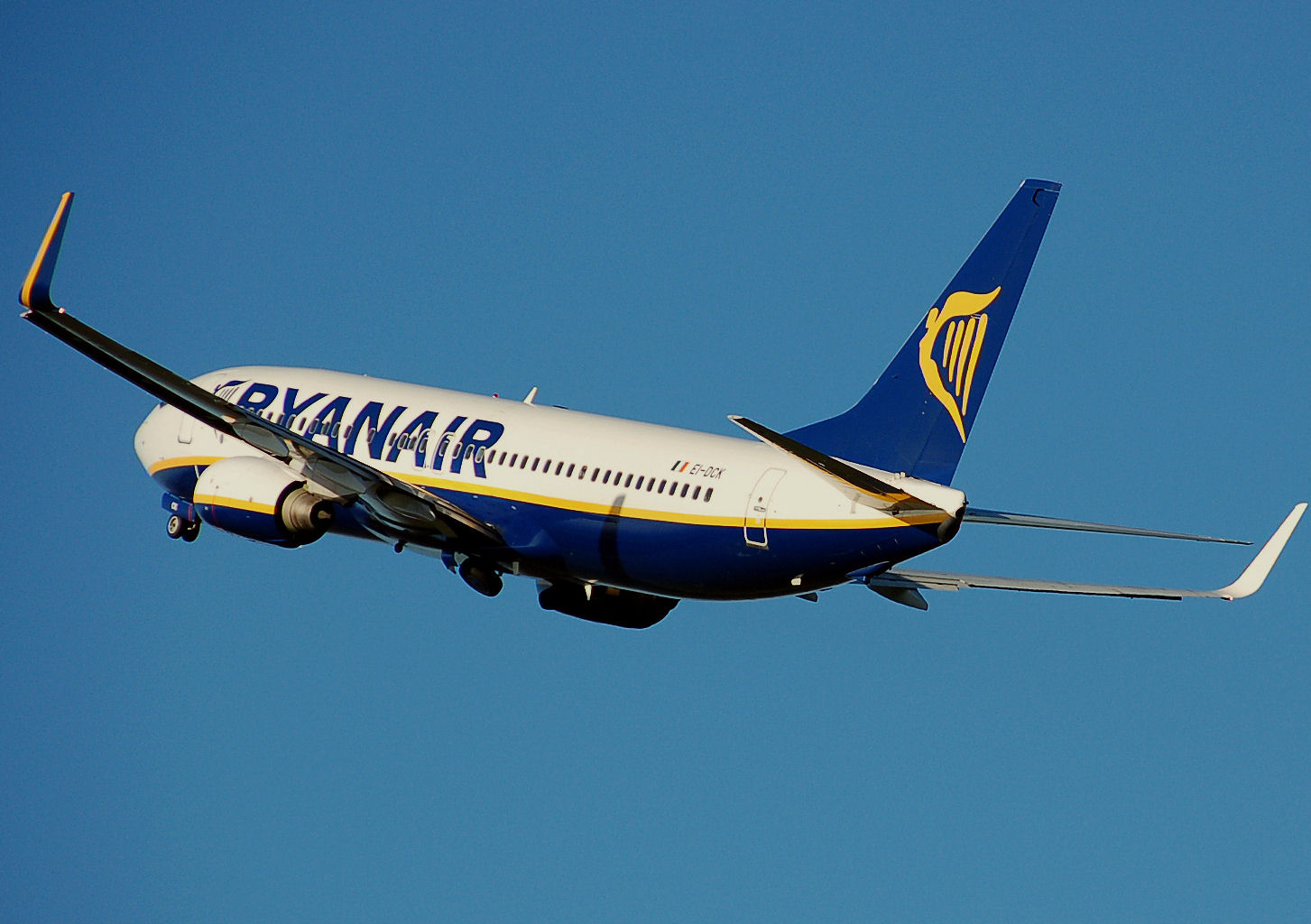
Boeing 737-800
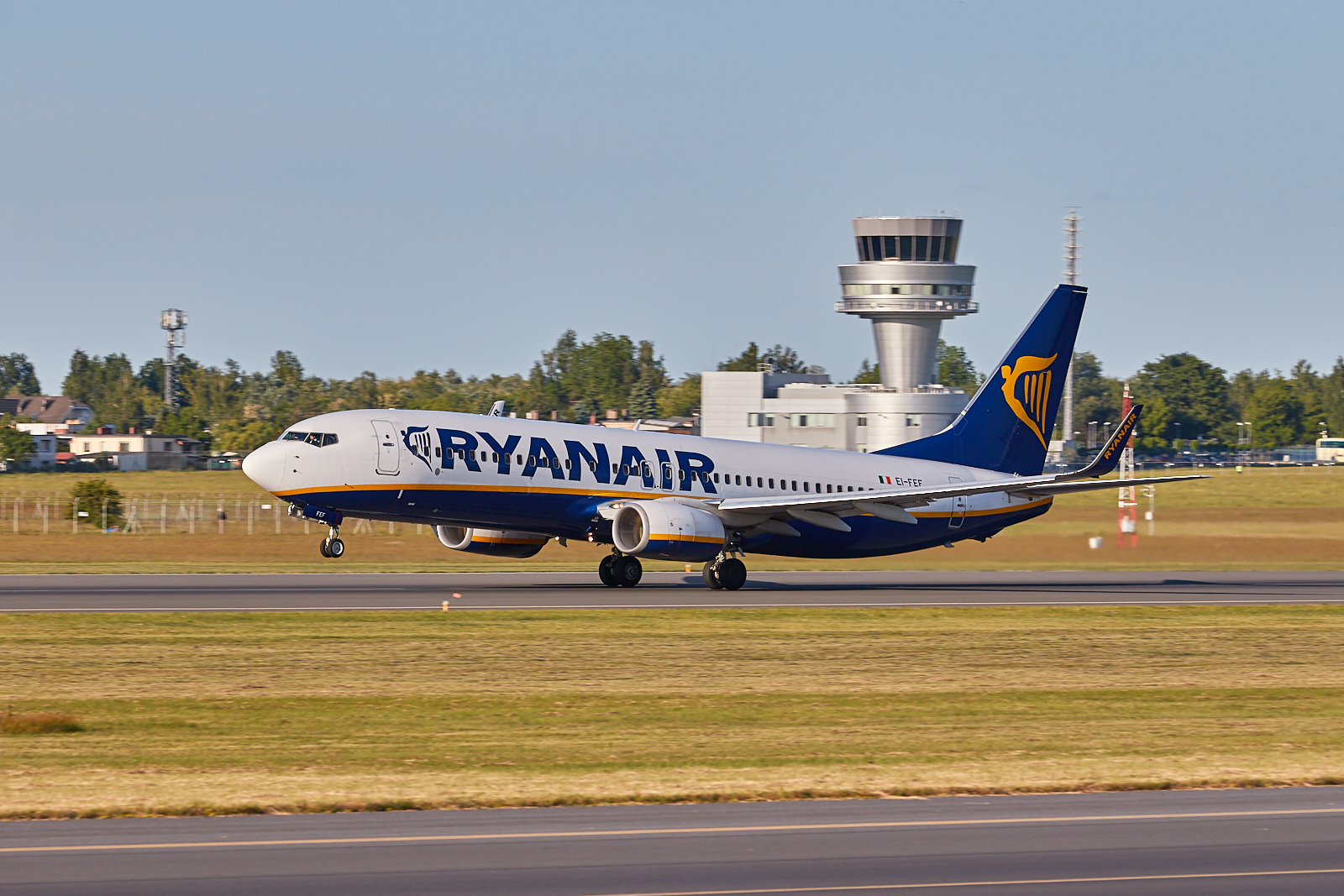
Boeing 737-800 EI-FEF взлетает из аэропорта Познань-Лавица
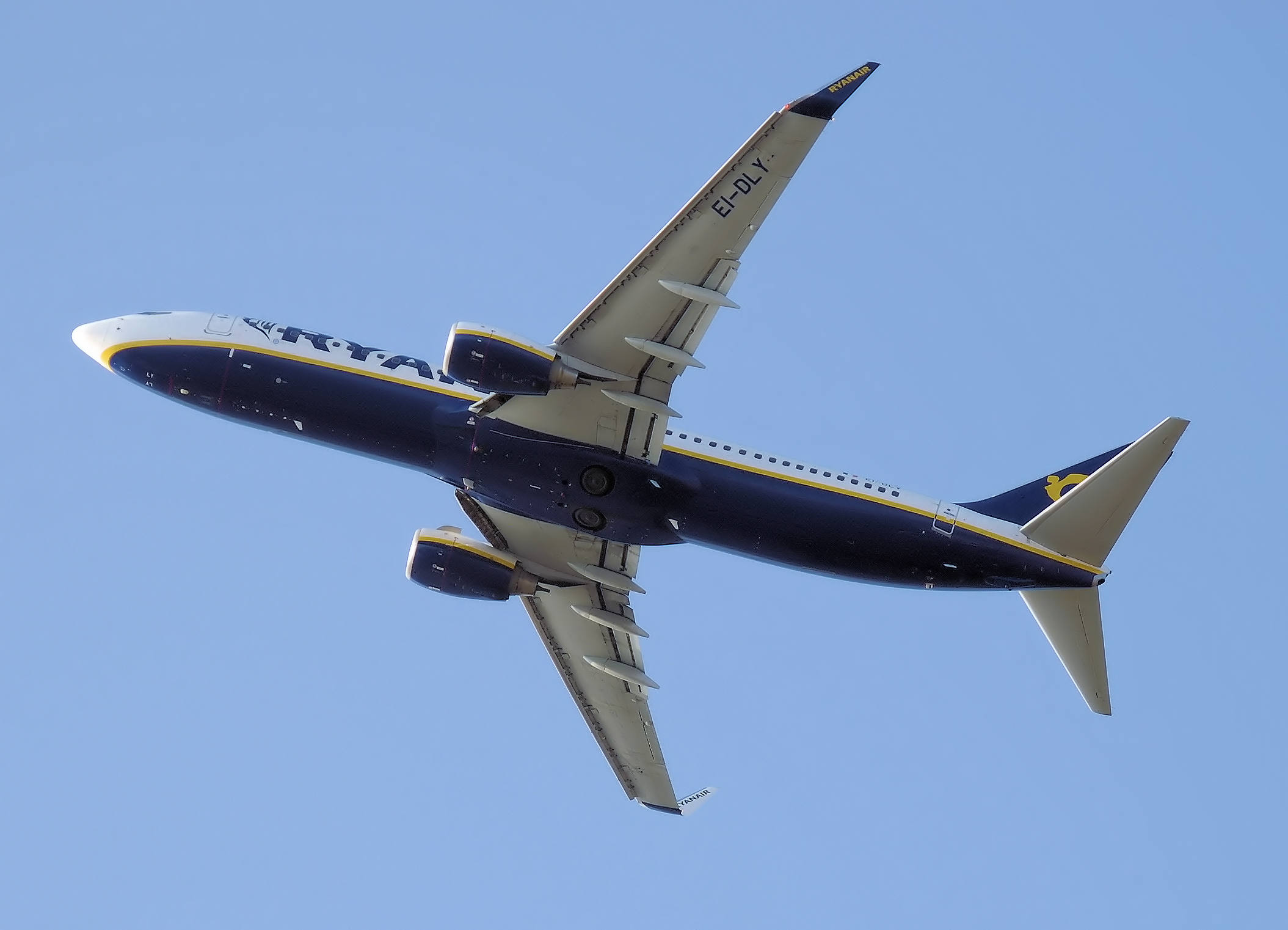
Boeing 737-800
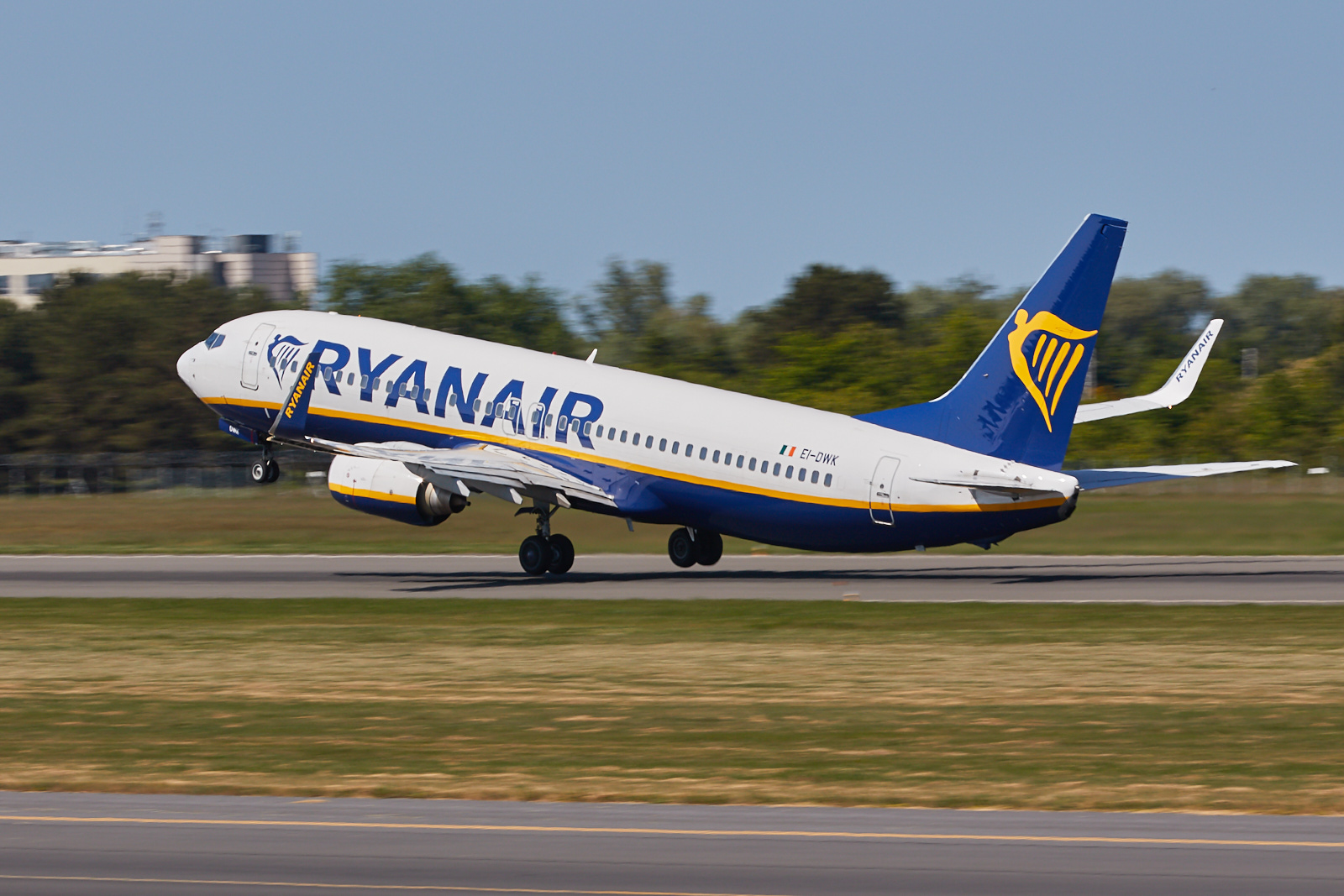
Boeing 737-800 EI-DWK EPPO
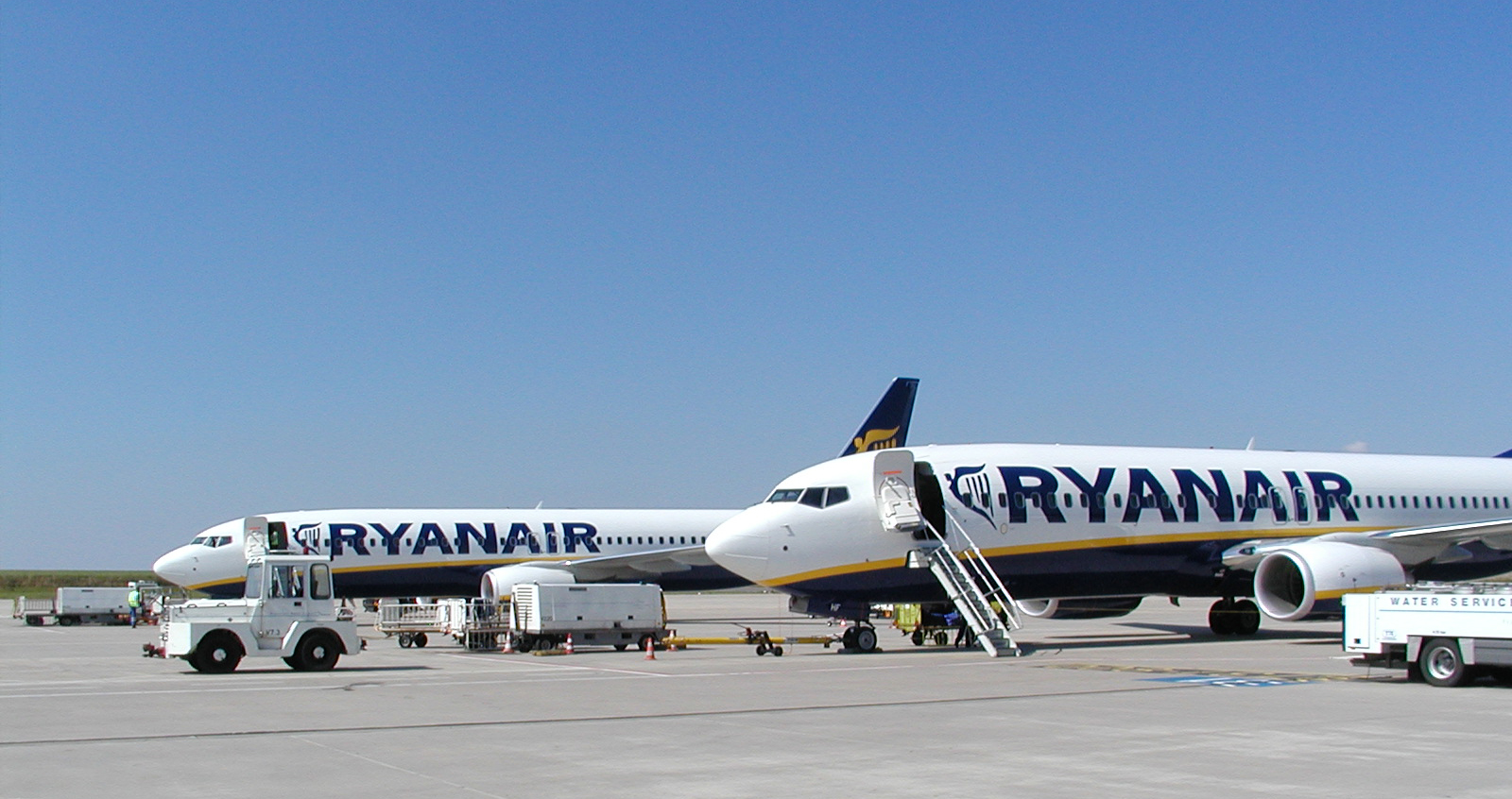
Boeing 737-800
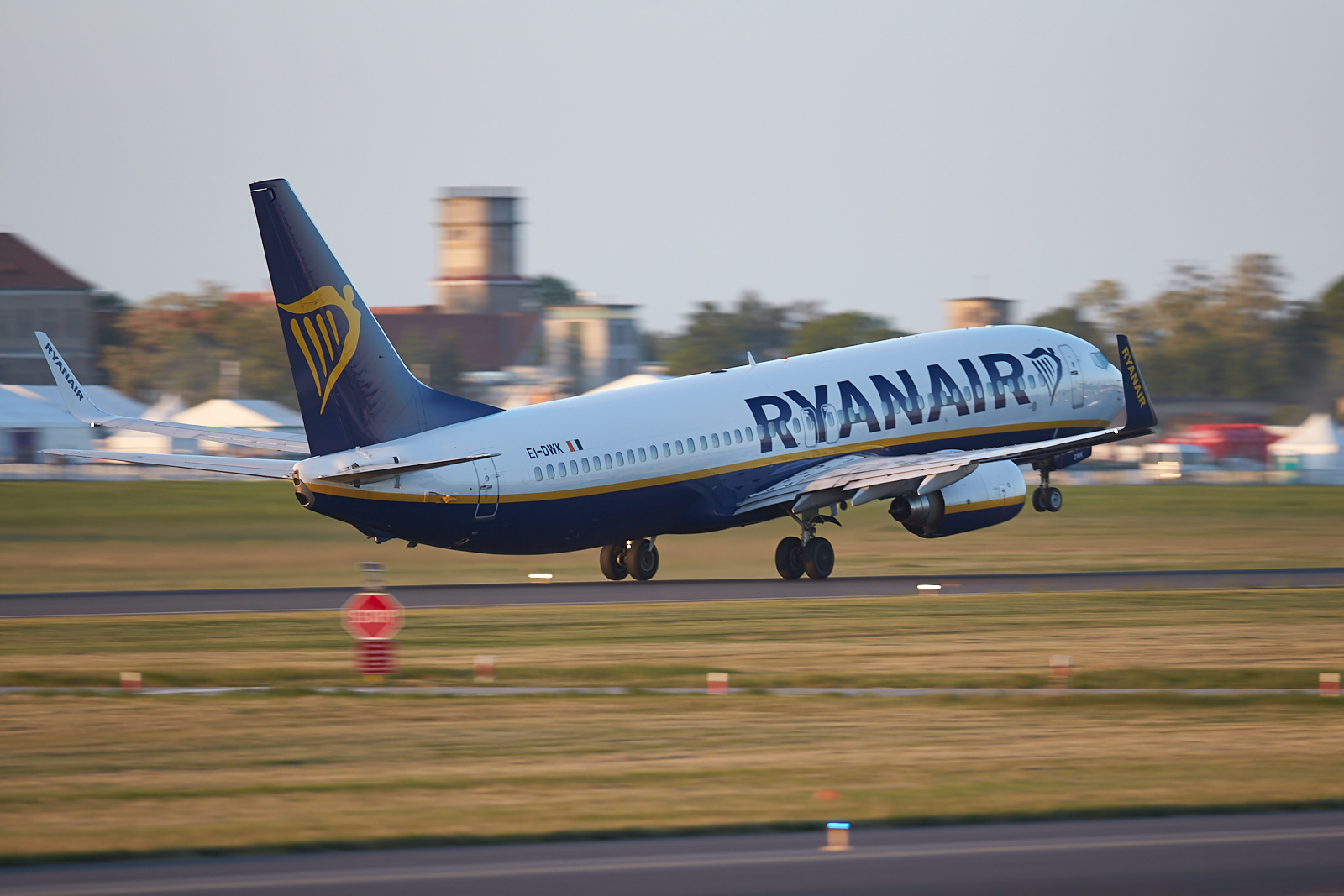
Boeing 737-800 EI-DWK EPPO
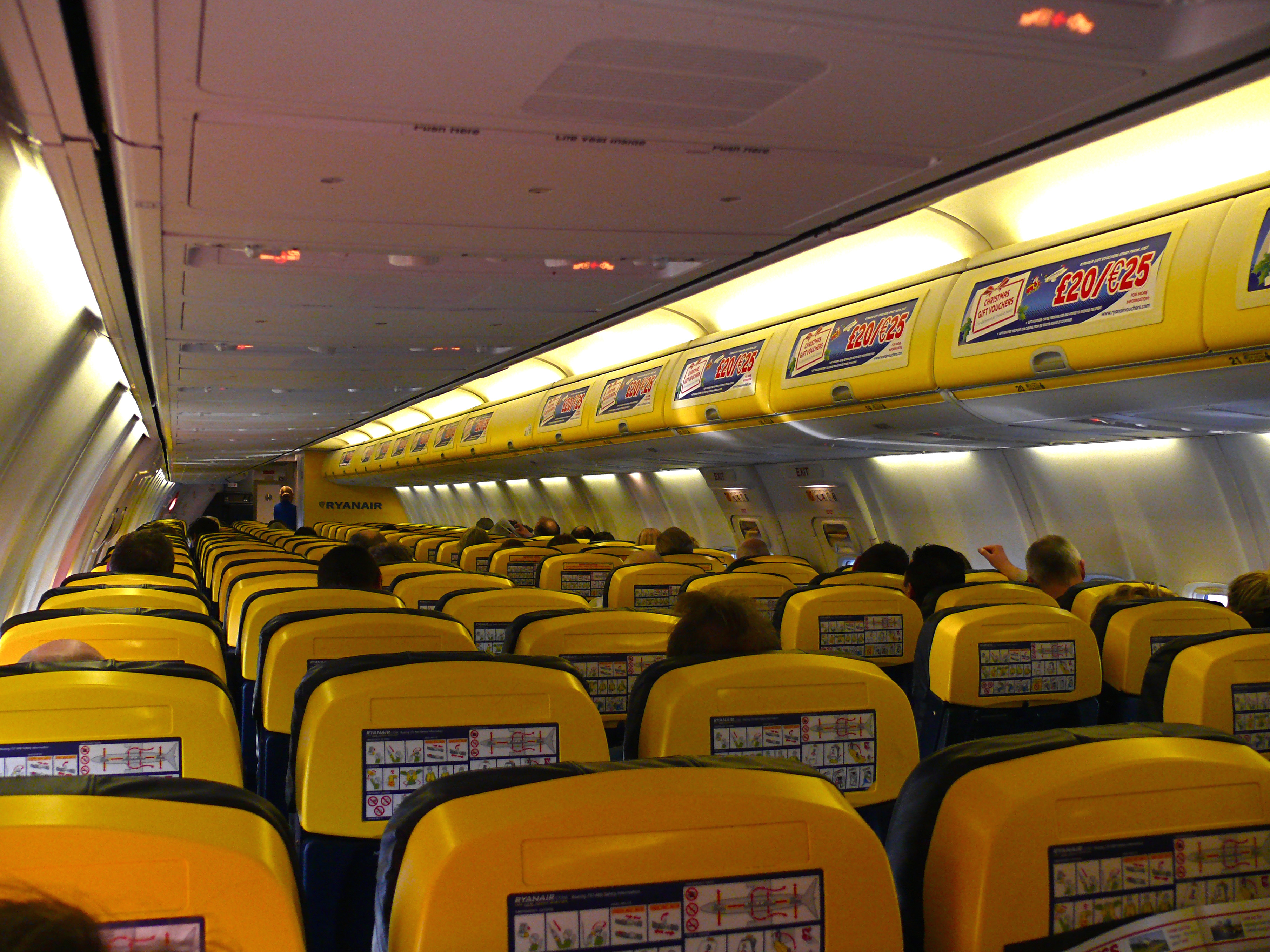
Пассажирский салон
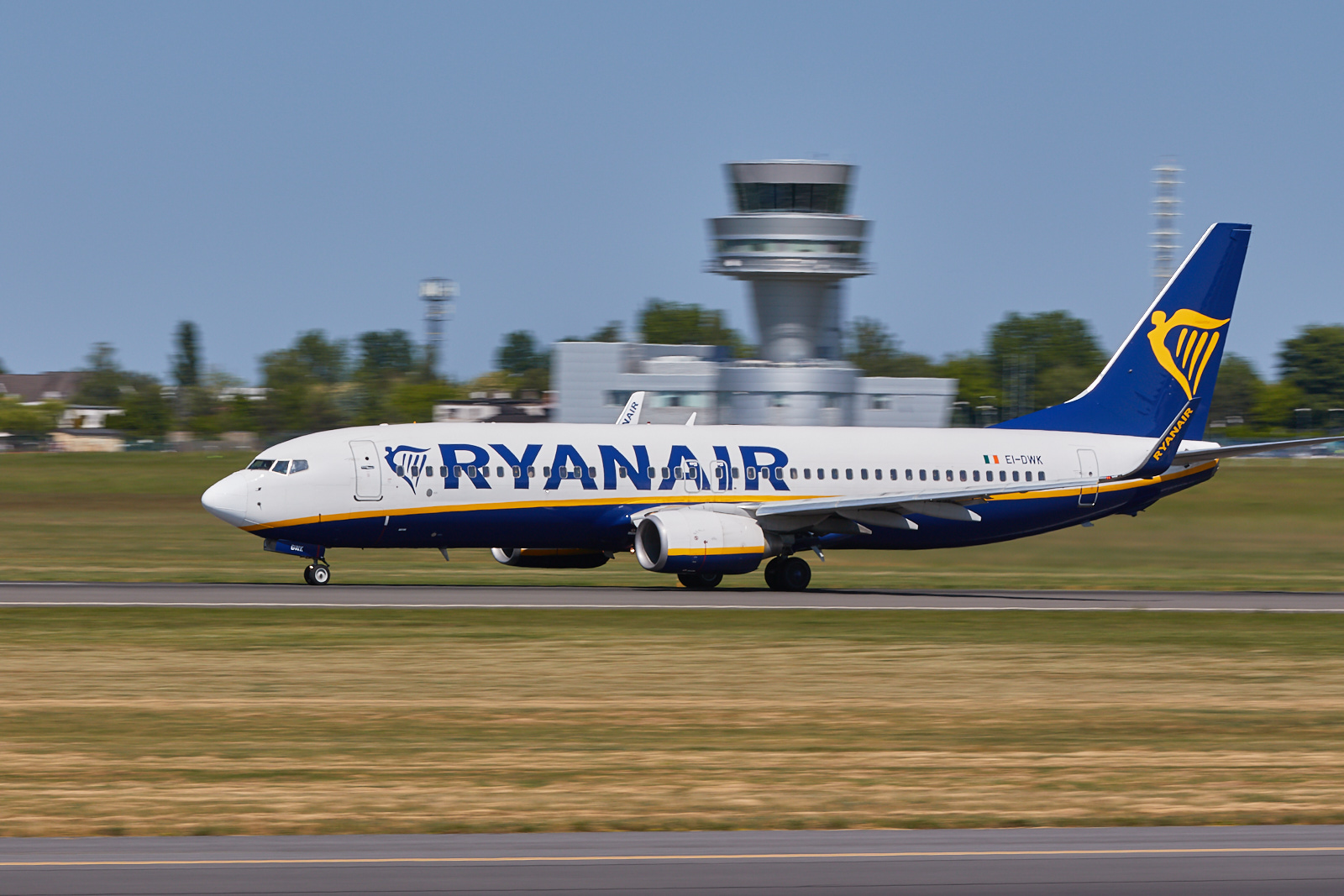
Boeing 737-800 EI-DWK EPPO
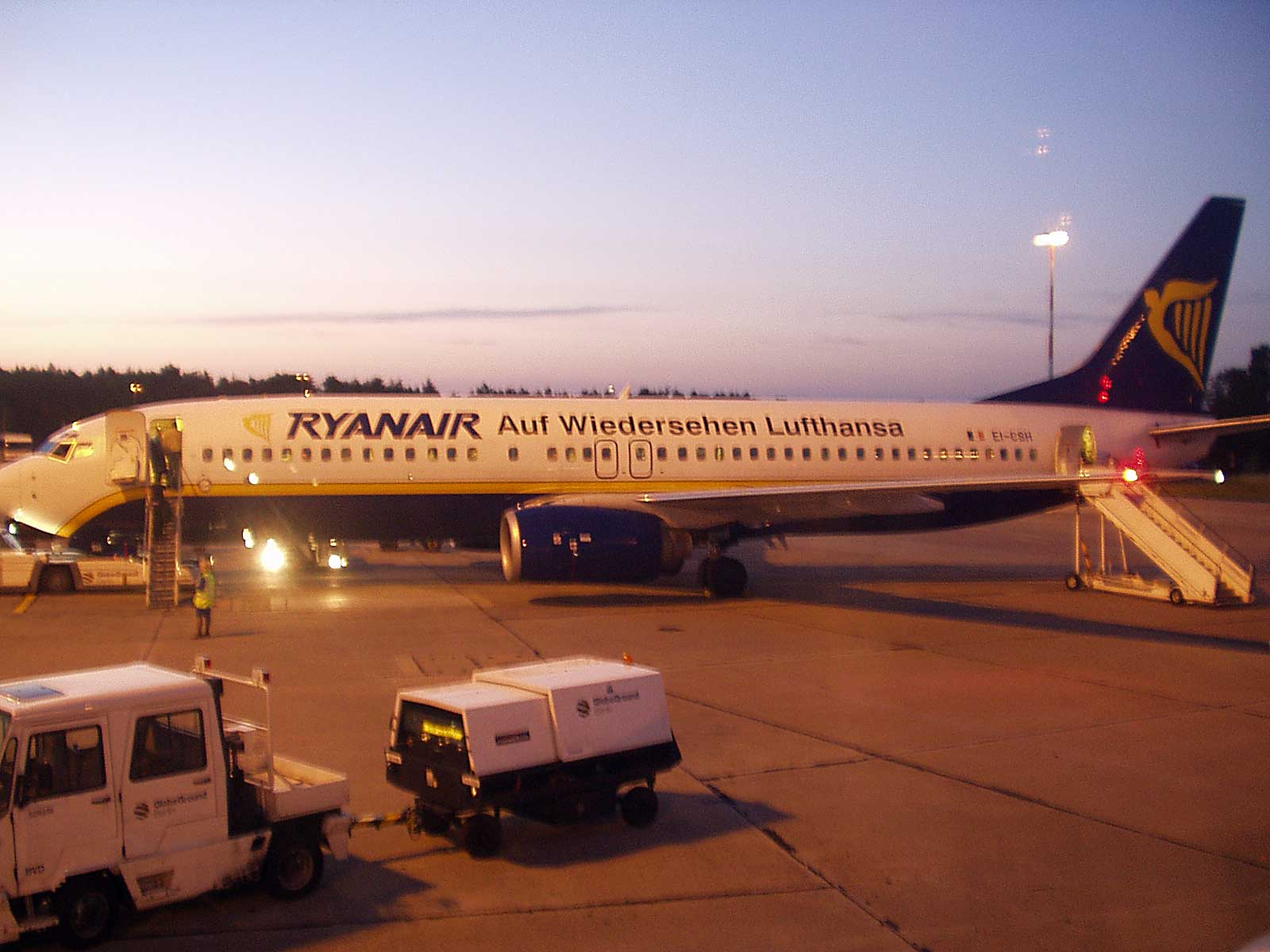
Boeing 737-800 в Берлине
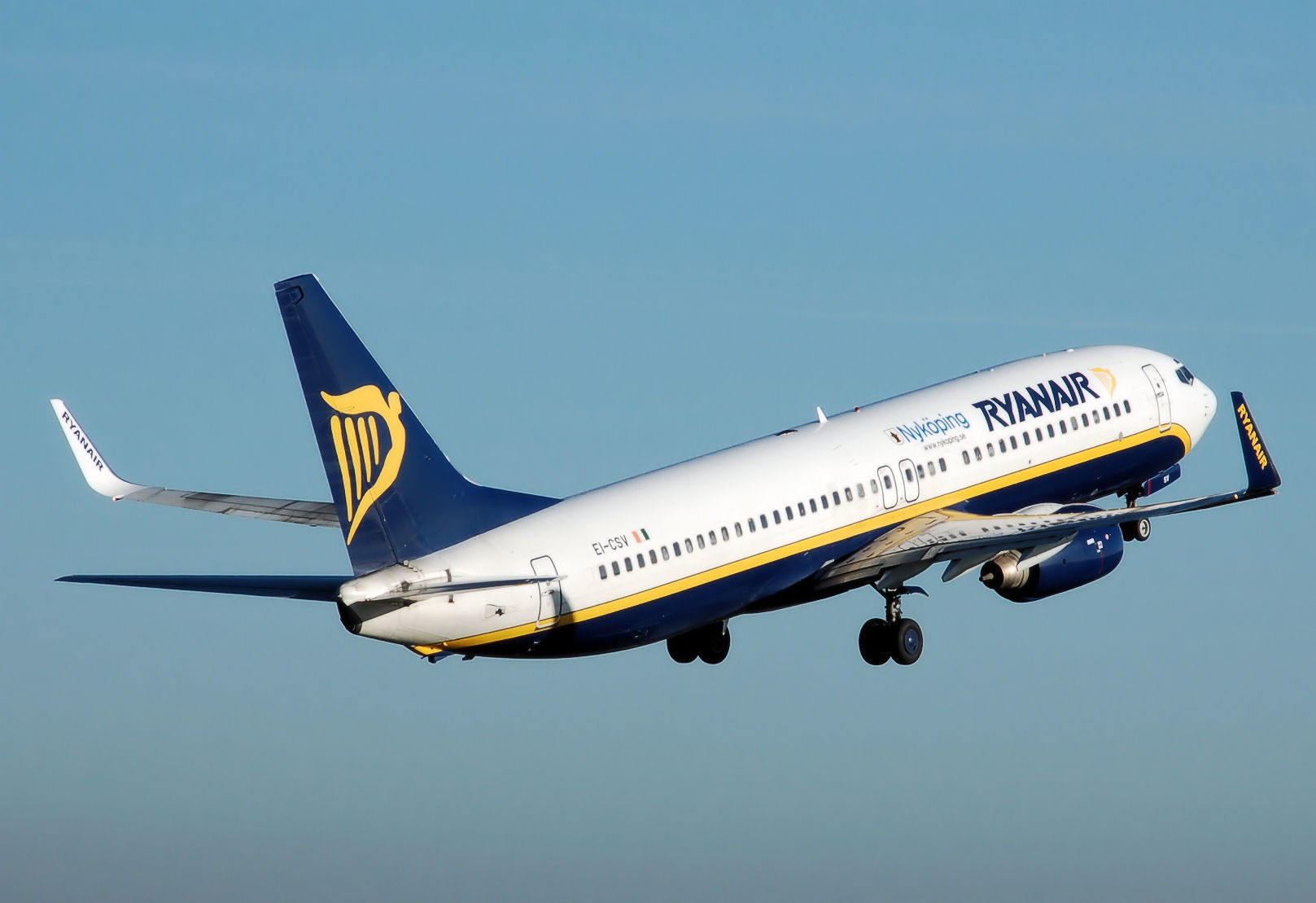
Boeing 737-800 в  Аэропорту Лутон
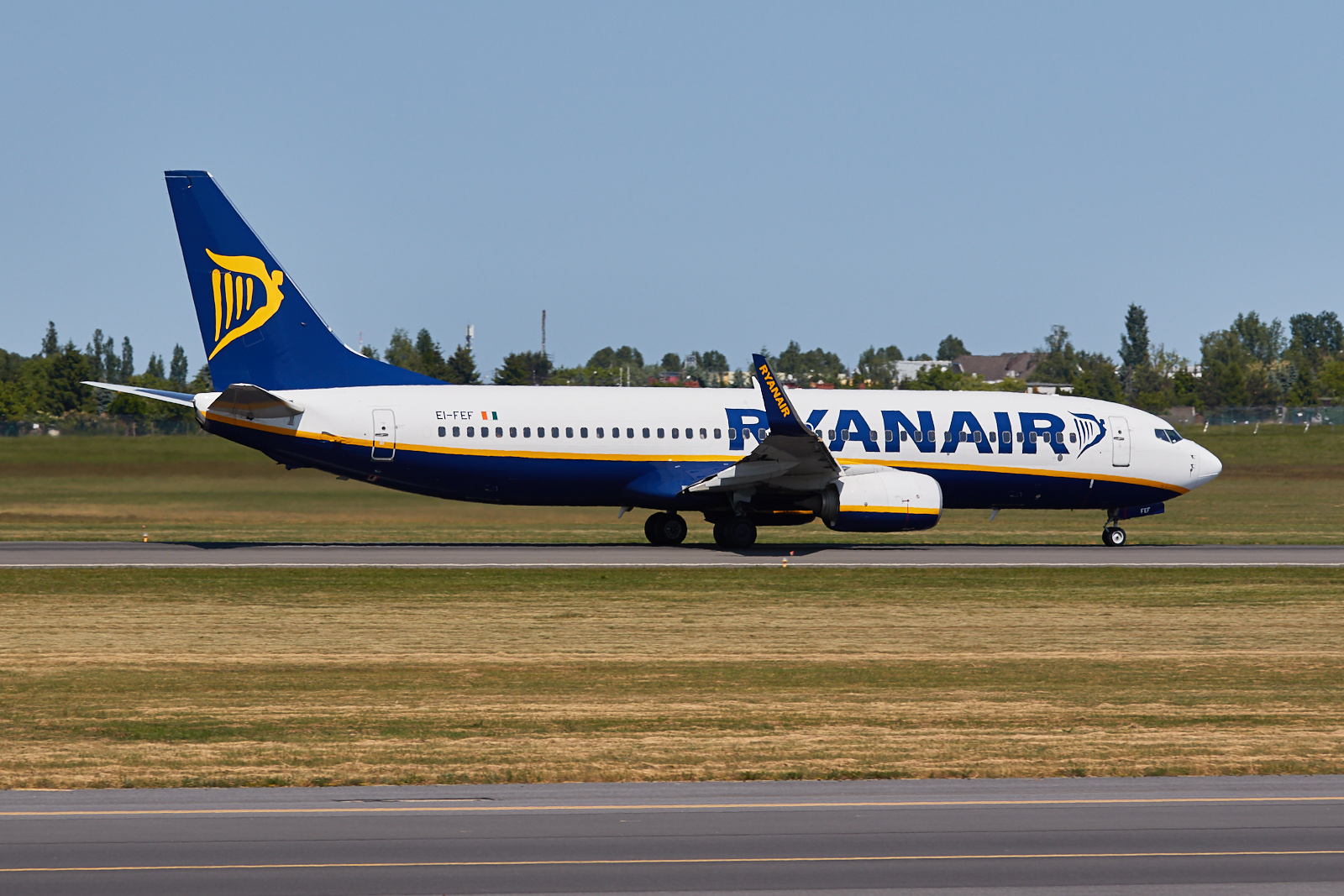
Boeing 737-800 EI-FEF EPPO
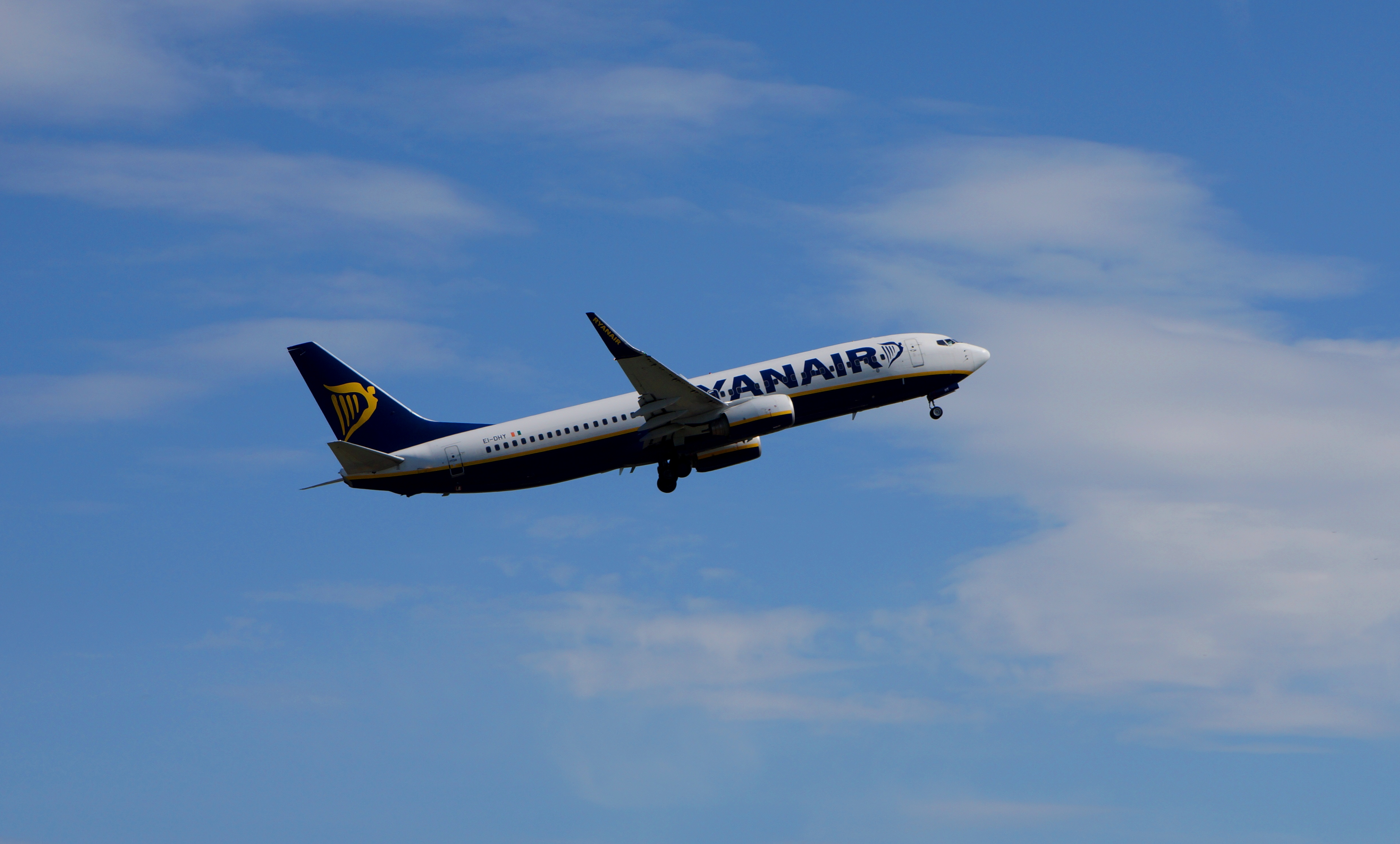
Boeing 737-800 в Мюнхене
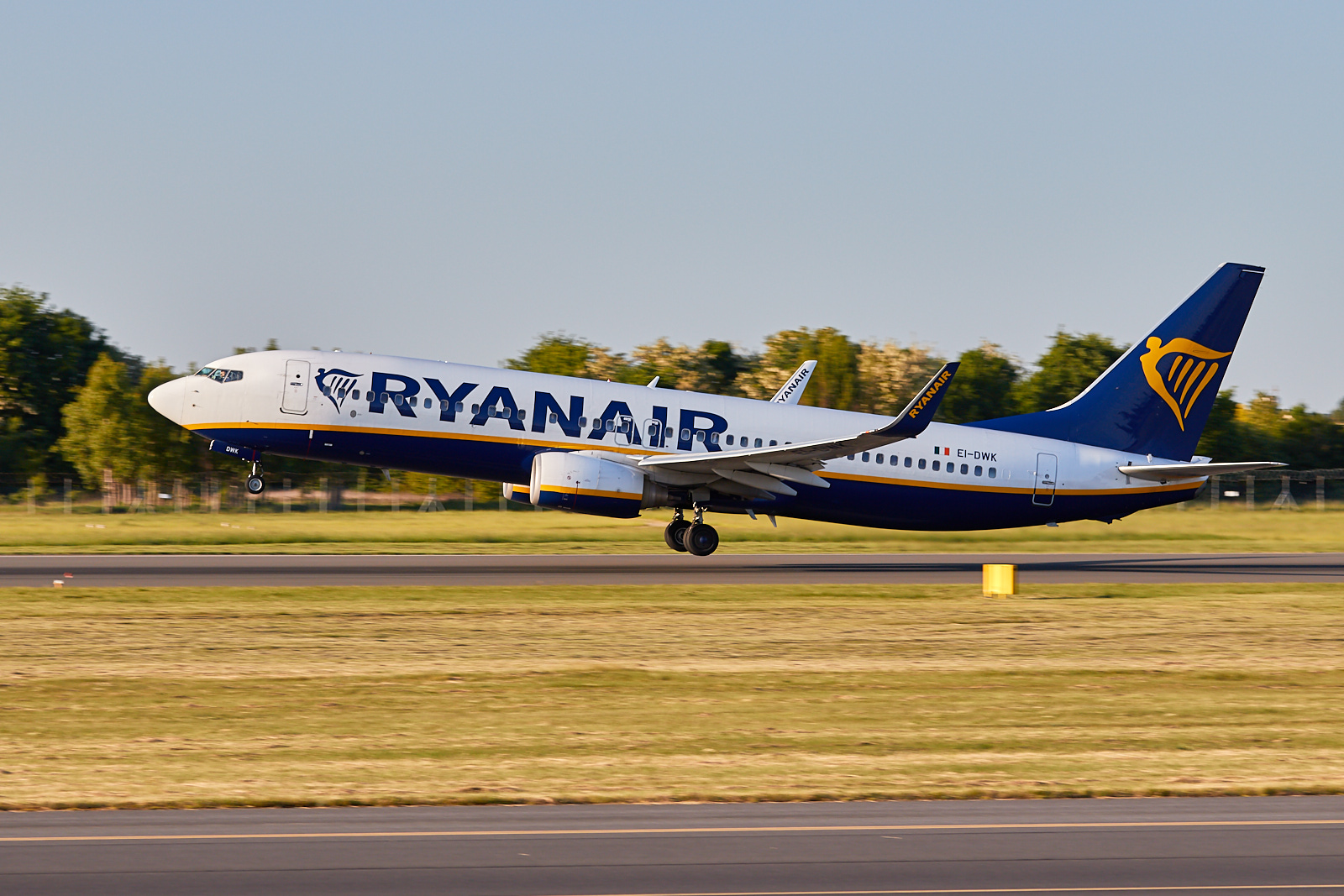
Boeing 737-800 EI-DWK EPPO
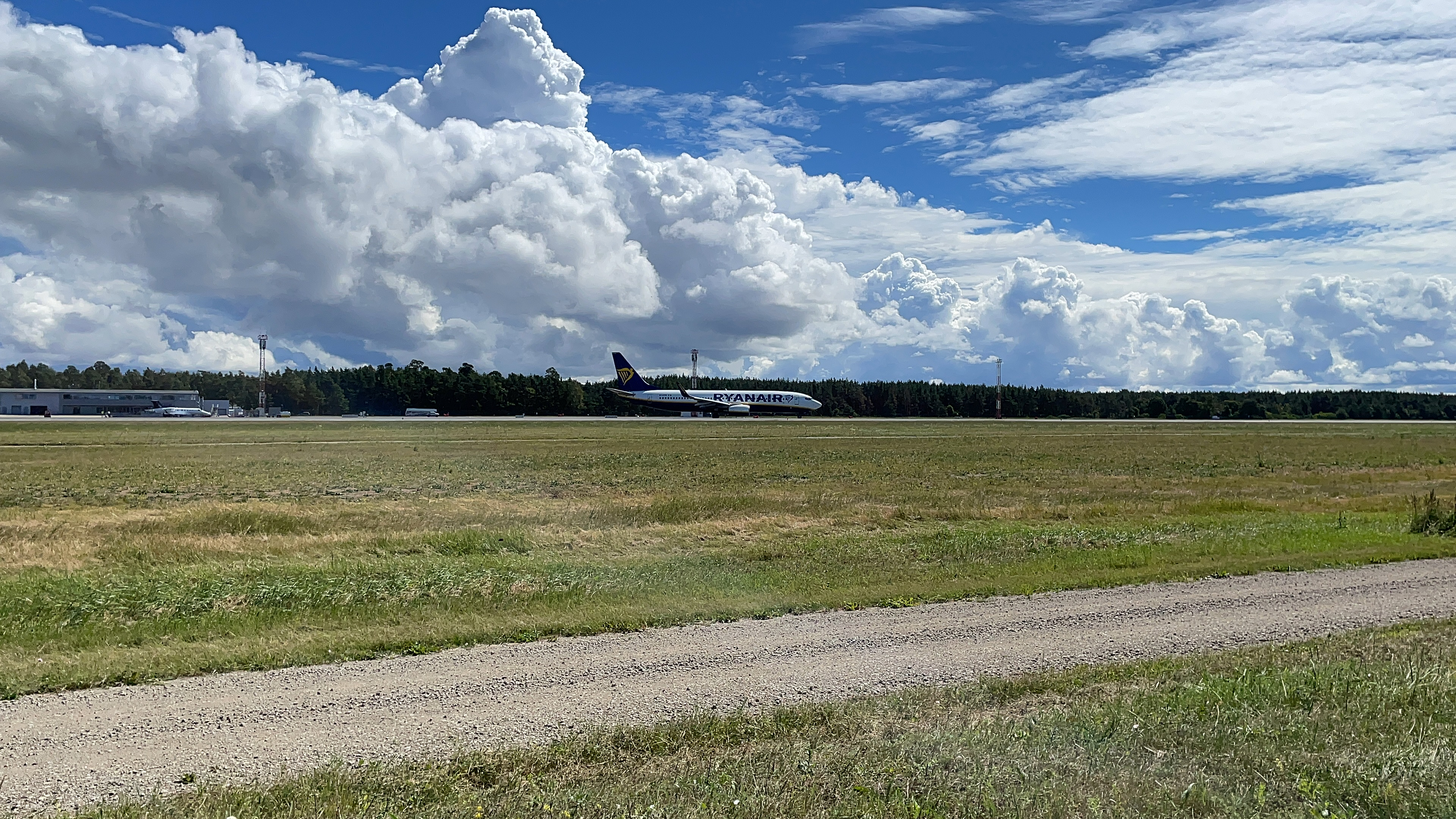
Boeing 737-800 EI-DYB в Паланге